# Эдивалдо
Эдивалдо Мартинс да Фонсека (порт. Edivaldo Martíns da Fonseca; 13 апреля 1962, Волта-Редонда, штат Рио-де-Жанейро — 13 января 1993, Бойтува, штат Сан-Паулу), более известен под именем Эдивалдо (порт. Edivaldo) — бразильский футболист, играл на позиции нападающего.
Эдивалдо погиб в возрасте 30 лет в автомобильной катастрофе по дороге в Сан-Паулу.

## Клубная карьера
Эдивалдо выступал за бразильские клубы «Атлетико Минейро», «Такуаритинга», «Сан-Паулу», «Палмейрас», мексиканскую «Пуэблу» и японскую команду «Гамба Осака».

## Международная карьера
Эдивалдо попал в состав сборной Бразилии на Чемпионате мира 1986 года. Однако из 5-х матчей Бразилии на турнире Эдивалдо не появился ни в одном из них на поле.

## Достижения

### Клубные
Атлетико Минейро
- Чемпион штата Минас-Жерайс (3): 1982, 1985, 1986

Сан-Паулу
- Чемпион штата Сан-Паулу (2): 1987, 1989